# Strontiumtellurid
Strontiumtellurid ist eine anorganische chemische Verbindung des Strontiums aus der Gruppe der Telluride.

## Eigenschaften
Strontiumtellurid ist ein weißer Feststoff. Es besitzt eine kubische Kristallstruktur mit der Raumgruppe Fm3m (Raumgruppen-Nr. 225). Bei 10,9 GPa findet ein Phasenübergang in eine CsCl-Struktur mit der Raumgruppe Pm3m (Nr. 221) statt.

## Verwendung
Strontiumtellurid kann zur Herstellung hocheffektiver Thermoelemente verwendet werden.